# Lookeu
Lookeu is een bestuurslaag in het regentschap Belu van de provincie Oost-Nusa Tenggara, Indonesië. Lookeu telt 469 inwoners (volkstelling 2010).